# Ixa holthuisi
Ixa holthuisi is een krabbensoort uit de familie van de Leucosiidae. De wetenschappelijke naam van de soort is voor het eerst geldig gepubliceerd in 1970 door Tirmizi.